# Токио Џо
Токио Џо (енгл. Tokyo Joe) је амерички филм из 1949. са Хамфријем Богартом, Флоренс Марли и Сесјуом Хајакавом у главним улогама.

## Улоге
- Хамфри Богарт ... Џозеф „Џо“ Барет
- Александар Нокс ... Марк Ландис
- Флоренс Марли ... Трина Пачинков Ландис
- Сесуе Хајакава ... Барон Кимура